# Jean-Jaques Maurice Reinaud de Genas
Pour les articles homonymes, voir Reinaud et Genas (homonymie).
Jean-Jacques-Maurice Reinaud de Génas, conseiller au présidial de Nîmes,  dit le baron de Vauvert, né le 28 mars 1730 à Nîmes et mort guillotiné à Nîmes, le 19 juillet 1794, est un juge au présidial de Nîmes et lieutenant de maire de Nîmes. 

## Famille
Jean-Jacques-Maurice Reinaud, né le 28 mars 1730 à Nimes, est le fils de Jean-Maurice Reinaud, juge-mage, lieutenant général en la sénéchaussée de Nimes, et de Suzanne de Puzet.
Il épouse le 5 février 1760 Louise-Marie-Antoinette de Genas, fille ainée de Pierre de Genas, baron de Vauvert, qui lui apporta en dot la baronnie de Vauvert, à condition de prendre le nom et les armes de Genas. Celui-ci fut mis, par contrat, en possession du nom et des armes de Génas, et devint, par la mort de son beau-père, baron de Vauvert Il prit le nom de Reinaud-Génas et avait coutume de signer Reinaud de Génas. 
De son mariage il eut trois enfants : Auguste (1766-1794), officier dans l'armée des Pyrénées, guillotiné à Nîmes, à l'âge de 28 ans, le 27 messidor an II (15 juillet 1794), quatre jours avant son père; Sophie (1767-1841), marié en 1785 avec Isidore de Rovérié et Henriette (1774-867) dernière descendante à porter le nom Reinaud de Genas, mariée en 1797 à Marie Joseph Gabriel Luc de Vanel de Lisleroy.

## Biographie
Juge au présidial de Nîmes, il est nommé lieutenant de maire de Nîmes par lettre du roi le 25 novembre 1762, il jouit par ailleurs d'une très grande popularité auprès de ses vassaux. "En 1771, on le fêtait, on l'acclamait dans son château et les habitants de Vauvert se mettaient en frais de poésie et de décoration architecturale pour lui témoigner leur persévérante fidélité et leur inaltérable affection".
Membre de l'Académie de Nîmes, "il avait formé un riche cabinet de gravures et une bibliothèque digne, par le choix et le nombre de ses livres, d'un amateur opulent et distingué par ses lumières et par son goût".

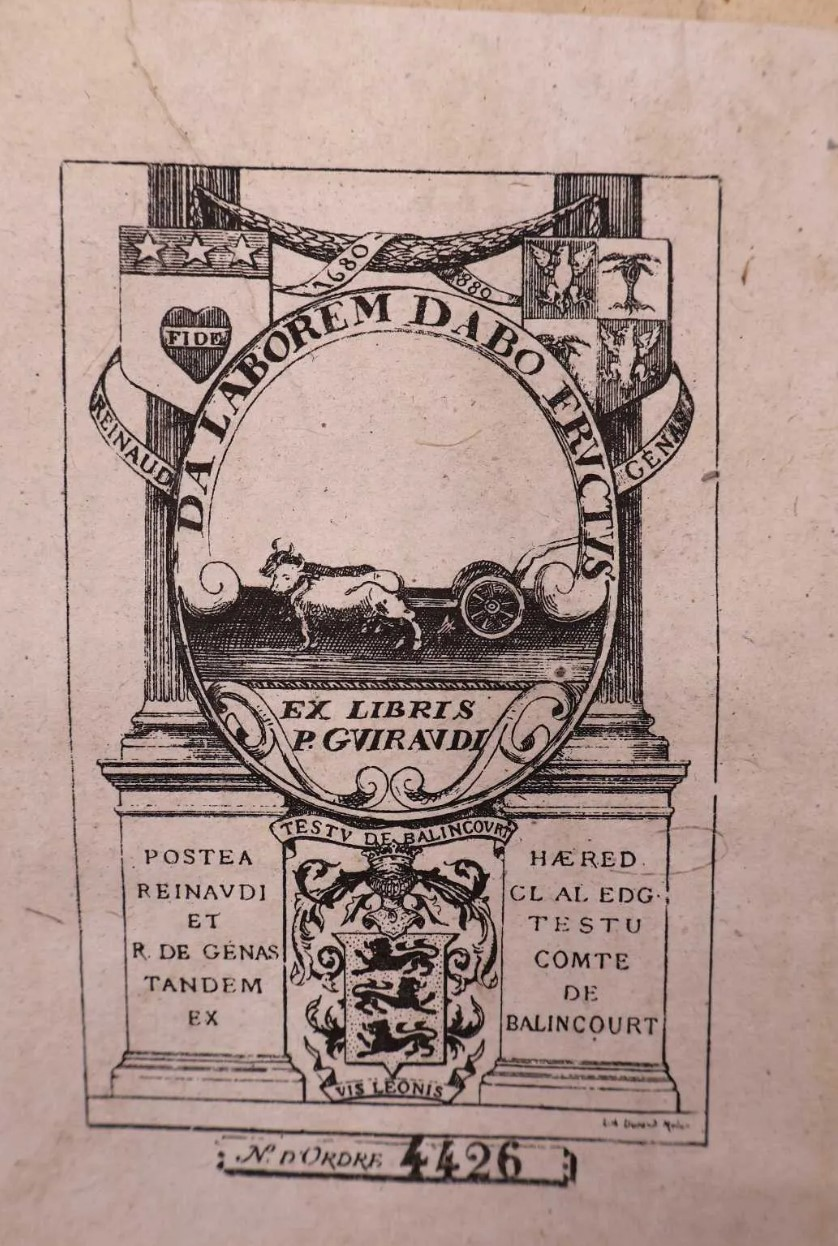
Ex libris des familles de Genas / Reinaud de Genas et Testu de Balincourt

Les portraits faits de lui au moment à la fin de l'Ancien régime mettent en avant sa popularité et ses compétences : "Jurisconsulte distingué, magistrat apprécié, d'un caractère agréable, d'une éducation parfaite, il avait de la noblesse toutes les qualités, et on peut le dire, aucun des défauts. On connaissait au surplus ses aspirations libérales, son amour ardent pour le peuple et l'on savait qu'en le députant à l'Assemblée des Trois-Ordres, Vauvert serait bien représenté".
C'est dans ce cadre qu'il rédige les cahiers de la noblesse le 17 mars 1789, lors de la réunion des trois ordres assemblés à Nîmes.
Il adhère très vite aux principes de la Révolution et participe à la création d'une milice bourgeoise, sous le nom de Légion Vauverdoise. Le 7 août 1789, il publie la liste des membres et le règlement qui administre la milice. Il est nommé colonel de la garde civique destinée à protéger la sécurité des habitants et à défendre la Patrie. 
Membre de la municipalité de Nîmes, Reinaud de Genas est accusé de fédéralisme, et arrêtés par le comité révolutionnaire de Nîmes. Selon l'accusateur public, il est poursuivit devant le tribunal révolutionnaire, "pour avoir tenté d'altérer et même de rompre l'unité et l'indivisibilité de la République, d'usurper l'autorité nationale et d'avoir mis tout en oeuvre pour favoriser le plan de corruption des citoyens de la subversion des pouvoirs et de l'esprit public, et d'avoir avili la République nationale". (acte d'accusation est du 28 messidor an 2 (16 juillet 1794).
Il est aussi accusé "d'avoir fait braquer sur toutes les avenues les canons du cy-devant collège, dans le but d'inspirer la terreur aux patriotes ; d'avoir persécuté les patriotes ; de les avoir maltraité, injurié, traité d'anarchistes, de pillards, de maratistes, soit dans les cafés, soit dans la société dite républicaine ; d'avoir délibéré le désarmement des patriotes, la suppression de la société populaire, la fermeture de la porte d'entrée de ses séances et la saisie de ses papiers".
Selon un historien local, "ses compagnons de captivité lui prodiguaient en vain d'affectueuses consolations ou même de timides conseils que leur dictait la faiblesse. A ceux qui lui répétaient 'qu'on ne le condamnerait pas lui si honnête et si bon ; qu'il reviendrait à Vauvert voir ses amis et son château, il disait "c'est mon fils que j'irai rejoindre et c'est mon désir'. A ceux qui lui proposaient de répudier devant les juges, cette noblesse dans laquelle en définitive, il n'était pas né, il répondait, "je ne me suis pas glorifié toute ma vie de lui appartenir, pour la renier à ma dernière heure".
Condamné le 1er thermidor an II (19 juillet 1794), il est guillotiné, le même jour, à trois heures de l'après-midi.

## Sources
1. ↑  Les Chroniques de Languedoc, volume 3, 1877, page 71.
2. ↑  Mémoires de l'Académie de Nîmes, 1898, page 387.
3. ↑  I. Sausse-Villiers, Annales historiques, religieuses & biographiques de la ville de Vauvert, 1863, page 106.
4. ↑  « La révolution à Vauvert », Mémoires de l'Académie de Nîmes, vol. 7ème série, no t. XXXI,‎ 1898, p. 398 (lire en ligne)
5. ↑  « Nécrologie », Revue Drômoise,‎ 1912, p. 335 (lire en ligne)
6. 1 2 3 4  Edmond Falgairolle, Vauvert pendant la Révolution française 1788-1798, Nïmes, Lavagne-Peyrot imp., 1897, 363 p. (lire en ligne), p. 23
7. ↑  Michel Nicolas, Histoire littéraire de Nîmes, t. I, Nîmes, Ballivet & Fabre imp.,, 1854, 383 p. (lire en ligne), p. 145